# Geranomyia carunculata
Geranomyia carunculata är en tvåvingeart. Geranomyia carunculata ingår i släktet Geranomyia och familjen småharkrankar.

## Underarter
Arten delas in i följande underarter:
- G. c. carunculata
- G. c. manabiana